# Chlorure de cyanogène
Le chlorure de cyanogène est un composé chimique de formule N≡C–Cl. C'est un pseudohalogène triatomique linéaire qui se présente sous la forme d'un gaz incolore facilement liquéfiable. Il est moins couramment utilisé au laboratoire que le bromure de cyanogène, qui est solide à température ambiante et est largement utilisé pour les préparations et les analyses biochimiques.

## Réactions
Le chlorure de cyanogène peut être obtenu par oxydation du cyanure de sodium NaCN avec le chlore Cl2 avec comme intermédiaire le cyanogène (CN)2 :
NaCN + Cl2 → ClCN + NaCl.
Il est très soluble dans l'éthanol et l'éther diéthylique mais s'hydrolyse dans l'eau en libérant des ions chlorure et cyanate à pH neutre :
ClCN + H2O → NCO− + Cl− + 2 H+.
Il se trimérise en présence d'un acide en formant un hétérocycle appelé chlorure cyanurique C3N3Cl3 :
3 ClCN → C3N3Cl3.
C'est un précurseur pour la synthèse des chlorures de sulfonyle et de l'isocyanate de chlorosulfonyle (en). Le chlorure de cyanogène et le bromure de cyanogène sont utilisés en chimie organique comme réactifs pour la cyanation (en) et la synthèse d'hétérocycles. Dans les conditions favorables, une réaction de Friedel-Crafts peut permettre d'introduire un groupe cyano sur les composés aromatiques,. Les alcènes et les alcynes donnent une réaction d'addition par catalyse acide,. Le chlorure et le bromure de cyanogène peuvent être utilisés pour éliminer l'extrémité C-terminale de l'insuline obtenue comme protéine de fusion afin d'assurer un repliement correct.

## Toxicité
Le chlorure de cyanogène, également désigné par le code CK, est un poison respiratoire très toxique utilisé comme arme chimique au cours de la Première Guerre mondiale. Il provoque des lésions immédiates au contact avec les yeux ou avec l'appareil respiratoire. Parmi les symptômes d'une exposition au CK, on peut observer somnolence, rhinorrhée, toux, confusion, nausée, vomissements, œdème, syncope, convulsions, paralysie, et jusqu'à la mort. Il est instable en raison de sa tendance à la polymérisation, parfois accompagnée d'explosion violente.
Le chlorure de cyanogène est inscrit au tableau 3 de la Convention sur l'interdiction des armes chimiques : toute production doit être déclarée à l'Organisation pour l'interdiction des armes chimiques.

## Arme chimique
En 1945, le Chemical Corps de l'armée américaine met au point des roquettes de guerre chimique destinées aux nouveaux bazooka M9 et M9A1. Une roquette M26 est alors adaptée pour tirer des ogives remplies de chlorure de cyanogène. Le chlorure de cyanogène étant capable de pénétrer les barrières filtrantes de protection de certains masques à gaz, il a été envisagé comme un agent efficace pendant la guerre du Pacifique contre les forces japonaises dont les masques à gaz standards ne comportaient pas les barrières nécessaires pour les en protéger, en particulier les troupes qui se cachaient dans des grottes ou des bunkers,,.
Les États-Unis ont ajouté cette arme à leur arsenal et ont envisagé de l'utiliser, ainsi que du cyanure d'hydrogène, dans le cadre de l'opération Downfall, l'invasion prévue du Japon, mais le président Harry Truman a préféré utiliser les bombes atomiques mises au point dans le cadre du projet secret Manhattan.
La roquette CK n'a jamais été déployée ni distribuée à des troupes de combat.